# Portrait de Madame Cézanne (Berlin)
Pour les articles homonymes, voir Portrait de Madame Cézanne.
Portrait de Madame Cézanne est un tableau réalisé par le peintre français Paul Cézanne vers 1885. Cette huile sur toile est le portrait en buste d'Hortense Fiquet, la compagne de l'artiste. Prêt de Bettina Moissi, l'œuvre se trouve en dépôt au musée Berggruen, à Berlin, en Allemagne.